# Ferrari F1 640

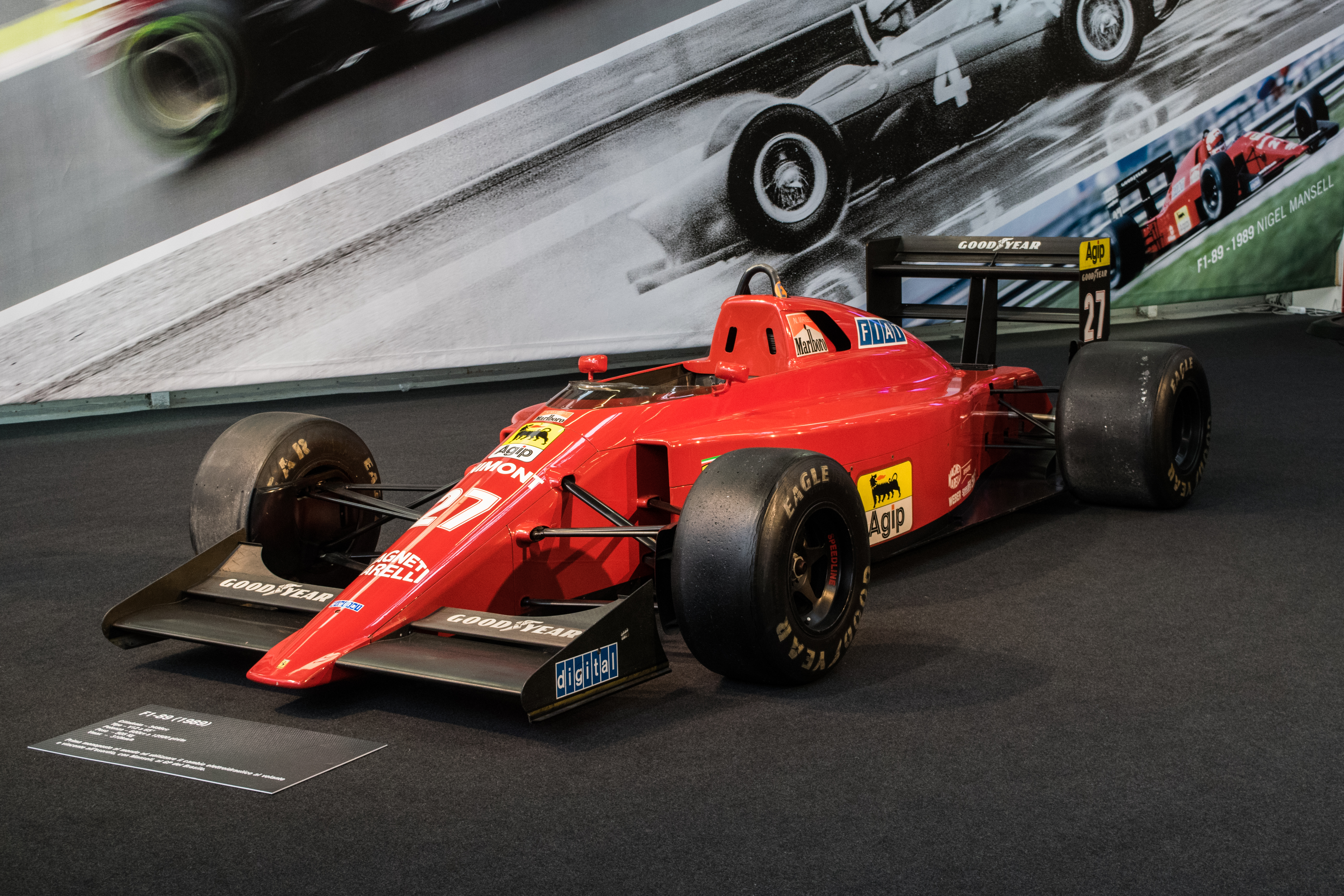
Uma versão anterior do 640 conhecida como 639

O  F1 640  é o modelo da Ferrari da temporada de 1989 da Fórmula 1. Condutores: Nigel Mansell e Gerhard Berger.
A Ferrari 640 de 1989, foi o primeiro carro com câmbio semi automático da história da F1, o inovador sistema que é usado até hoje. O piloto de desenvolvimento dessa inovação foi o brasileiro Roberto Moreno.

## Resultados[1]
(legenda) (em itálico indica volta mais rápida)
| Ano  | Chassi | Motor             | Pneus | N° | Pilotos        | 1   | 2   | 3   | 4   | 5   | 6   | 7   | 8   | 9   | 10  | 11  | 12  | 13  | 14  | 15  | 16  | Pontos | Posição |  |
| ---- | ------ | ----------------- | ----- | -- | -------------- | --- | --- | --- | --- | --- | --- | --- | --- | --- | --- | --- | --- | --- | --- | --- | --- | ------ | ------- |  |
|      |        |                   |       |    |                |     |     |     |     |     |     |     |     |     |     |     |     |     |     |     |     |        |         |  |
|      |        |                   |       |    |                | BRA | SMR | MON | MEX | USA | CAN | FRA | GBR | GER | HUN | BEL | ITA | POR | SPA | JAP | AUS |        |         |  |
| 1989 | 640    | Ferrari 035/5 V12 | G     | 27 | Nigel Mansell  | 1   | Ret | Ret | Ret | Ret | DSQ | 2   | 2   | 3   | 1   | 3   | Ret | DSQ | EX  | Ret | Ret | 59     | 3°      |  |
| 1989 | 640    | Ferrari 035/5 V12 | G     | 28 | Gerhard Berger | Ret | Ret |     | Ret | Ret | Ret | Ret | Ret | Ret | Ret | Ret | 2   | 1   | 2   | Ret | Ret | 59     | 3°      |  |